# Ljusvattnet (Norsjö socken, Västerbotten)
Ljusvattnet är en sjö i Arvidsjaurs kommun och Norsjö kommun i Västerbotten och ingår i Skellefteälvens huvudavrinningsområde. Sjön har en area på 0,0769 kvadratkilometer och ligger 314,3 meter över havet.

## Delavrinningsområde
Ljusvattnet ingår i det delavrinningsområde (723829-167728) som SMHI kallar för Ovan Rörträskbäcken. Medelhöjden är 330 meter över havet och ytan är 34,83 kvadratkilometer. Räknas de 14 avrinningsområdena uppströms in blir den ackumulerade arean 221,5 kvadratkilometer. Petikån som avvattnar avrinningsområdet har biflödesordning 2, vilket innebär att vattnet flödar genom totalt 2 vattendrag innan det når havet efter 112 kilometer. Avrinningsområdet består mestadels av skog (73 procent) och sankmarker (22 procent). Avrinningsområdet har 0,14 kvadratkilometer vattenytor vilket ger det en sjöprocent på 0,4 procent.